# Гершау, Александр Петрович
Барон Александр Петрович Гершау (1825—1904) — российский военный и государственный  деятель. Генерал от артиллерии (1886). Действительный тайный советник (1892), внук последнего герцога Курляндии и Семигалии Петра Бирона.

## Биография
Происходил из баронского рода фон Гершау, учреждённого для незаконнорожденного сына курляндского герцога Петра Бирона от Агнессы-Каролины фон Дершау (Agnes Karoline von Derschau; 1740—1783), Петра. Грамотой владетельного князя Рейсского, старшей линии, Генриха ХХ (от 19/31 августа 1858), майор Пётр фон Гершау возведён, с нисходящим его потомством, в баронское княжества Рейсского достоинство. На принятие означенного достоинства и пользование им в России последовало 20 июня 1860 Высочайшее соизволение.
Александр фон Гершау родился 7 мая 1825 года[по какому календарю?]. В службу вступил в 1843 году после окончания Пажеского Его Величества корпуса, произведён в подпоручики гвардии.

С 1863 года участвовал в  Польской компании, за храбрость в этой компании был награждён  Золотой георгиевской саблей: 
За отличие в делах против неприятеля
С 1864 года — полковник гвардии, командир Лейб-гвардии Конной артиллерии; 4 апреля 1865 года произведён в генерал-майоры, в 1867 году пожалован в Свиту Его Императорского Величества; с 30 августа 1873 года — генерал-лейтенант.
С 1875 года — начальник 3-й кавалерийской дивизии; 15 января 1886 года произведён в генералы от артиллерии.
В 1892 году переименован в действительные тайные советники с назначением почётным опекуном Опекунского совета Учреждений императрицы Марии Фёдоровны, был членом элитарного Санкт-Петербургского Английского собрания
Был награждён всеми российскими орденами, вплоть до ордена Святого Александра Невского с бриллиантовыми знаками, пожалованными ему 6 января 1899 года.
Умер 1 февраля 1904 года[по какому календарю?].